# The Legend of Vox Machina
The Legend of Vox Machina é uma série animada americana produzida pela Critical Role Productions, Titmouse, Inc., e Amazon Studios, com lançamento previsto na Amazon Prime Video. Baseada na primeira campanha da websérie de Dungeons & Dragons Critical Role. A série é estrelada por Matthew Mercer, Ashley Johnson, Travis Willingham, Laura Bailey, Liam O'Brien, Taliesin Jaffe, Marisha Ray, e Sam Riegel reprisando seus papéis na primeira campanha de Critical Role.
A série é distribuída através de streaming na Amazon Prime Video, com a primeira temporada estreando em 28 de janeiro de 2022, e a segunda estreando em 20 de janeiro de 2023. Em 6 de outubro de 2022, a Amazon renovou a série para uma terceira temporada, que estreou em 3 de outubro de 2024, com a Amazon renovando para uma quarta temporada no mesmo mês.

## Premissa

### Ambientação
A série se passa em Exandria, um mundo fictício criado por Matthew Mercer em 2012 para sua campanha de Dungeons & Dragons que foi posteriormente lançada como a websérie Critical Role em 2015. A maior parte da história se passa no continente de Tal'Dorei, em locais como a metrópole Emon e a cidade-estado Whitestone.

### Sinopse
Os primeiros dois episódios da série "serão uma nova história sobre o time de sete membros Vox Machina, no nível 7 de D&D, em sua primeira 'grande' missão, que ocorre antes do primeiro show de Critical Role". A série então adaptará o arco Briarwood da websérie original, "no qual Vox Machina busca vingança contra o assassinato dos líderes da cidade de Whitestone pelas mãos do Lord & Lady Briarwood". A série então adaptará "outros arcos clássicos da história de Vox Machina".

## Elenco

### Principal
- Laura Bailey como Vex'ahlia "Vex" Vessar, membro de Vox Machina, irmã gêmea de Vax. Meio-elfa ranger / ladina
- Taliesin Jaffe como Percival "Percy" Fredrickstein Von Musel Klossowski de Rolo III, membro de Vox Machina, sua família era governante de Whitestone. Humano gunslinger
- Ashley Johnson como Pike Trickfoot, membro de Vox Machina, gnomo clériga da divindade Sarenrae, a "Everlight"
- Matthew Mercer como Sylas Briarwood, atual governante de Whitestone. Mercer também interpreta outros personagens de menor relevância[17]
- Liam O'Brien como Vax'ildan "Vax" Vessar, membro de Vox Machina, irmão gêmeo de Vex'ahlia. Meio-elfo ladino / paladino / druida
- Marisha Ray como Keyleth do Ashari do Ar, membro de Vox Machina, meio-elfa druida
- Sam Riegel como Scanlan Shorthalt, membro de Vox Machina, gnomo bardo
- Travis Willingham como Grog Strongjaw, membro de Vox Machina, goliath bárbaro / guerreiro

### Convidados
Uma semana antes da estreia da série, foram revelados alguns dos intérpretes dos personagens secundários da série:
- Stephanie Beatriz como Lady Kima, membro do Conselho de Tal'Dorei
- Eugene Byrd como Jarrett, capitão dos Arms of Emon
- Esmé Creed-Miles como Cassandra de Rolo, irmã de Percy
- Darin De Paul como Kerrion Stonefell, capitão da guarda dos Briarwoods em Whitestone
- Grey Griffin como Delilah Briarwood, governante de Whitestone
- Sunil Malhotra como Shaun Gilmore, dono da loja de itens mágicos Gilmore's Glorious Goods e amigo de Vox Machina
- Dominic Monaghan como Archibald Desnay, líder dos rebeldes de Whitestone e amigo de infância de Percy
- Khary Payton como Sovereign Uriel Tal’Dorei, governante do Império de Tal'Dorei
- David Tennant como General Krieg, membro do Conselho de Tal'Dorei Council que lidera os militares
- Gina Torres como Keeper Yennen, líder religiosa em Whitestone, que secretamente apóia os rebeldes
- Indira Varma como Lady Allura Vysoren, membro do Conselho de Tal'Dorei

## Desenvolvimento

### Kickstarter
Em 4 de março de 2019, o elenco de Critical Role lançou uma campanha no Kickstarter para arrecadar fundos para uma animação de 22 minutos chamada Critical Role: The Legend of Vox Machina Animated Special. A história animada seria ambientada logo antes da parte da campanha transmitida, quando os jogadores ainda eram nível sete, em uma época em que, canônicamente, há um período de seis meses onde os membros de Vox Machina não estavam todos juntos. O elenco projetou um custo de U$750.000 para um curta animado de 22 minutos, considerando outras recompensas da campanha, e as taxas associadas. Não sabendo quanto demorariam para arrecadar a quantia, definiram um prazo de 45 dias.
Em menos de uma hora após o lançamento, a campanha já havia arrecadado mais de U$1 milhão. Ao final do primeiro dia, todos os objetivos adicionais haviam sido desbloqueados, e o total acumulado alcançou U$4,3 milhões. Com quatro episódios de 22 minutos financiados nas primeiras 24 horas, objetivos adicionais foram criados, expandindo o escopo do projeto para uma série animada. Os primeiros dois episódios cobririam o arco da história antes da transmissão iniciar, e os episódios seguintes adaptariam o arco Briarwood, também da campanha de Vox Machina. Até 18 de março de 2019, oito episódios de 22 minutos haviam sido financiados. Finalmente, em 4 de abril de 2019, o último objetivo de U$8,8 milhões foi alcançado durante a transmissão do episódio 57 da segunda campanha, incrementando a duração total da série para dez episódios. A soma final arrecadada quando a campanha foi fechada em 19 de abril de 2019 foi U$11.385.449, com 88.887 financiadores. Quando a campanha foi fechada, havia sido uma das mais rápidas a serem financiadas na história do Kickstarter, e o projeto mais bem financiado na categoria "TV e Filme".

### Produção
O elenco de Critical Role reprisa seus respectivos papéis em Vox Machina, com a exceção de Orion Acaba. A série animada tem Brandon Auman como showrunner, com Jennifer Muro dentre os escritores. A animação foi feita por Titmouse, Inc., com o design de personagens por Phil Bourassa. Willingham disse à Inverse que "foi necessário uma perspectiva de fora para tornar as histórias contadas em jogos de mesa em algo compreensível para novos fãs, e mantê-la nova para os fãs existentes"; Willingham afirmou que "a primeira campanha teve quase 400 horas, e o arco Briarwood quase 35 horas. Nós tivemos que encolher isso para cerca de seis horas".
Em novembro de 2019, a Amazon Studios anunciou que haviam adquirido os direitos de transmissão de The Legend of Vox Machina, comissionando 14 episódios adicionais (dois para a primeira temporada, e uma segunda temporada de outros 12 episódios). O projeto foi originalmente programado para lançamento no final de 2020, entretanto, em junho de 2020, foi anunciado que a estreia seria postergada devido à pandemia COVID-19, com nova data sendo definida para início de 2022. Em novembro de 2019, a série foi renovada pela Amazon para uma segunda temporada.

### Transmissão
Uma atualização na campanha do Kickstarter em 2019 afirmou que os financiadores teriam acesso gratuito à primeira temporada. Em janeiro de 2022, Critical Role anunciou que os financiadores teriam acesso antecipado aos primeiros dois episódios, entre 25 e 27 de janeiro. Para acessar a primeira temporada, os financiadores precisaram de uma assinatura na Amazon Prime ou registro de uma conta de teste gratuita da Amazon Prime.
A primeira temporada estreou oficialmente em 28 de janeiro de 2022, com a segunda estreando no ano seguinte, em 20 de janeiro de 2023.

## Recepção
| Temporada | Rotten Tomatoes    | Metacritic      |
| --------- | ------------------ | --------------- |
| 1         | 100% (38 críticas) | 81 (4 críticas) |
| 2         | 100% (14 críticas) | 81 (4 críticas) |

A primeira temporada de The Legend of Vox Machina recebeu críticas geralmente positivas. No agregador de críticas Rotten Tomatoes, a primeira temporada foi recebida positivamente por 100% de 30 críticas, com uma nota média de 8.6/10. Várias análises focaram nos desafios de adaptar um material original de longa duração, e nas dificuldades com o ritmo, entretanto, concordam que o show melhora consideravelmente após chegar no arco Briarwood.
Em comparação com a primeira temporada da campanha original, Glen Weldon da NPR afirmou que "The Legend of Vox Machina é o que restou, após todo o caos ser transformado em uma história pura. Distilada, e altamente condensada: histórias que se delongam por horas e horas na websérie, aqui se resolvem no curso de um ou dois episódios de meia hora. [...] A série animada não pode ser tudo que a websérie é, entretanto, o público alvo é mais amplo. E neste quesito, pelo menos, ela certamente possui tudo que precisa para alcançar seus objetivos." Kevin Johnson, da The A.V. Club, afirmou que "o show funciona, absolutamente" e que "a ação é bem animada, e apesar de ser um show adulto, com muitos xingamentos, inuendos sexuais, e violência brutal, nada parece ser um exagero desnecessário ou gratuito. Quando as coisas realmente ficam feias, é porque é importante. Em particular, o quarto episódio é um bom exemplo de nuância de personagens, tensão extrema, e visuais pútridos horripilantes. É muito bom, e talvez mais importante, Vox Machina sabe aproveitar seus momentos, sejam dramáticos, cômicos, ou de ação."
Eric Francisco, da Inverse, comparou o show com Avatar: The Last Airbender e Voltron: Legendary Defender na maneira em que apresentra suas ideias; ele afirmou que The Legend of Vox Machina "sem nenhum dificuldade transforma história complexa em ideias altamente acessíveis. Uma pequena consequência é que Tal'Dorei não tem originalidade suficiente [...]. Isso não quer dizer que não há importância em Vox Machina, a história de Percy, que luta contra sua sede de vingança, é impressionante de experienciar. Mas as linhas que separam comédia e paródia se misturam muito, especialmente quando o show muda de tom. Apesar de ser originado em um show do Twitch de longa duração, The Legend of Vox Machina se mantém por si só. No fundo, a série é de ação e fantasia, um casamento estranho de uma ambientação semelhante às de Tolkien e um tom de comédia lúgubre semelhante a Deadpool." Cass Marshall, da Polygon, descreveu o show como "uma história altamente indulgente", "estranhamente divertida", e em alguns momentos "sinceramente, demais". Marshall escreveu que "a alma e as boas intenções de Critical Role venceram vários dos problemas iniciais de The Legend of Vox Machina, e no momento que o arco mais importante da primeira temporada iniciou eu já estava investida. A animação segue a história muito bem, apesar de alguns defeitos. [...] Isso é D&D em seu melhor e, por sorte, você não precisa se especializar no material original e projetos relacionados.

## Outras mídias
- The legend of Vox Machina é uma adaptação da primeira campanha da websérie Critical Role. "A primeira campanha teve 115 episódios, com cada transmissão durando entre três e seis horas."[52]
  - A série de comics Critical Role: Vox Machina Origins é uma adaptação da história do grupo antes do show.[53]
  - A novela Critical Role: Vox Machina - Kith & Kin (2021) é uma prequela que foca na história de fundo dos gêmeos Vex e Vax, três anos antes de se juntarem ao grupo Vox Machina.[54][55]
- O livro Critical Role: Tal'Dorei Campaign Setting (2017) é um guia para o cenário da primeira campanha.[56] Foi publicado pela Critical Role Productions e Green Ronin Publishing sob licença (Open Game License) da Wizards of the Coast,[57][58] e não é considerado material "oficial" de Dungeons & Dragons.[57] O livro não está mais em publicação,[59] e uma edição revisada, Tal'Dorei Campaign Setting Reborn (2022), foi lançada pela Darringon Press.[60] A edição revisada reflete os vinte anos de diferença entre a primeira e segunda campanha.[61]